# Relaciones Bolivia-Estados Unidos

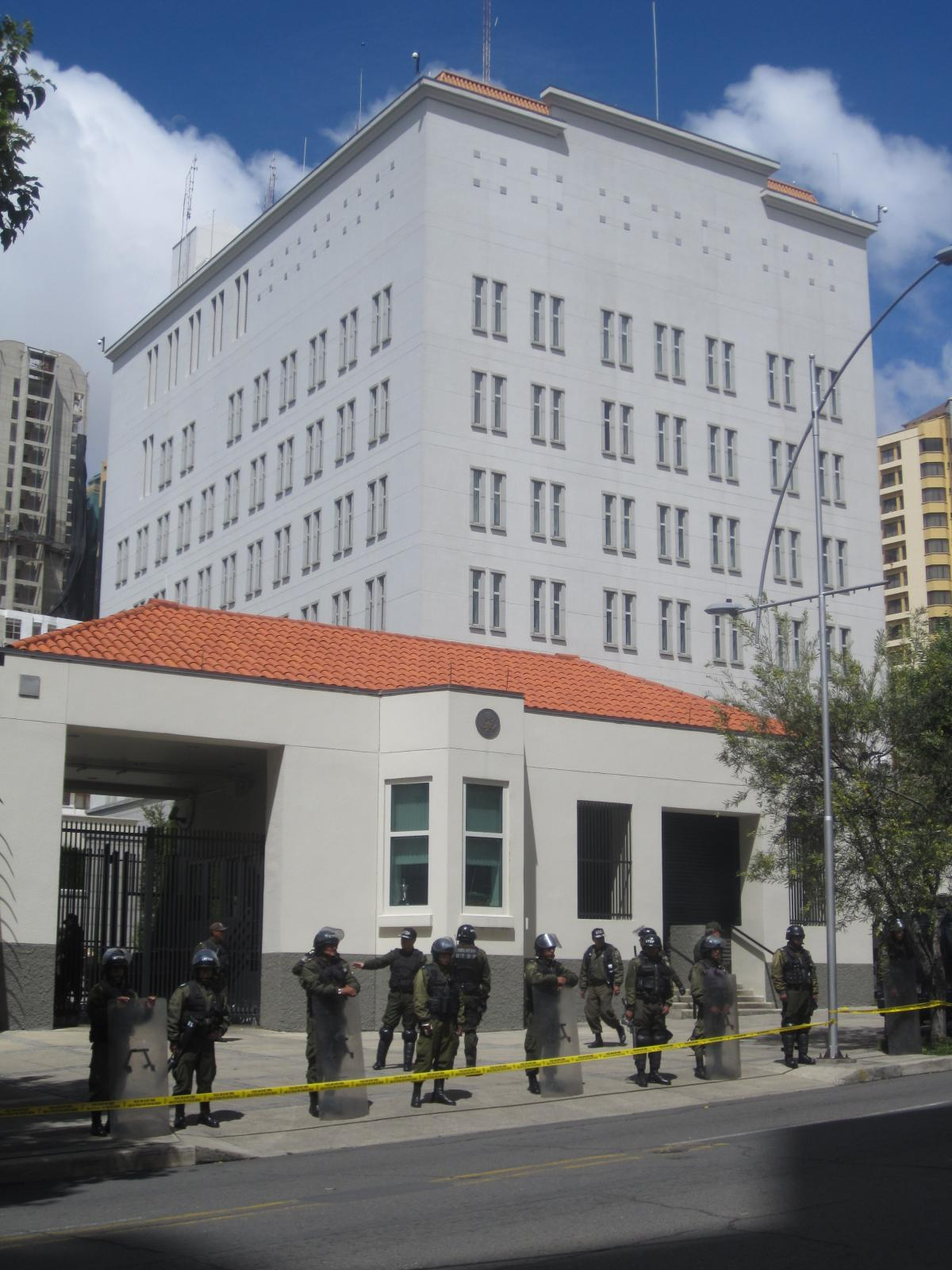
Edificio de la embajada de los Estados Unidos en La Paz.

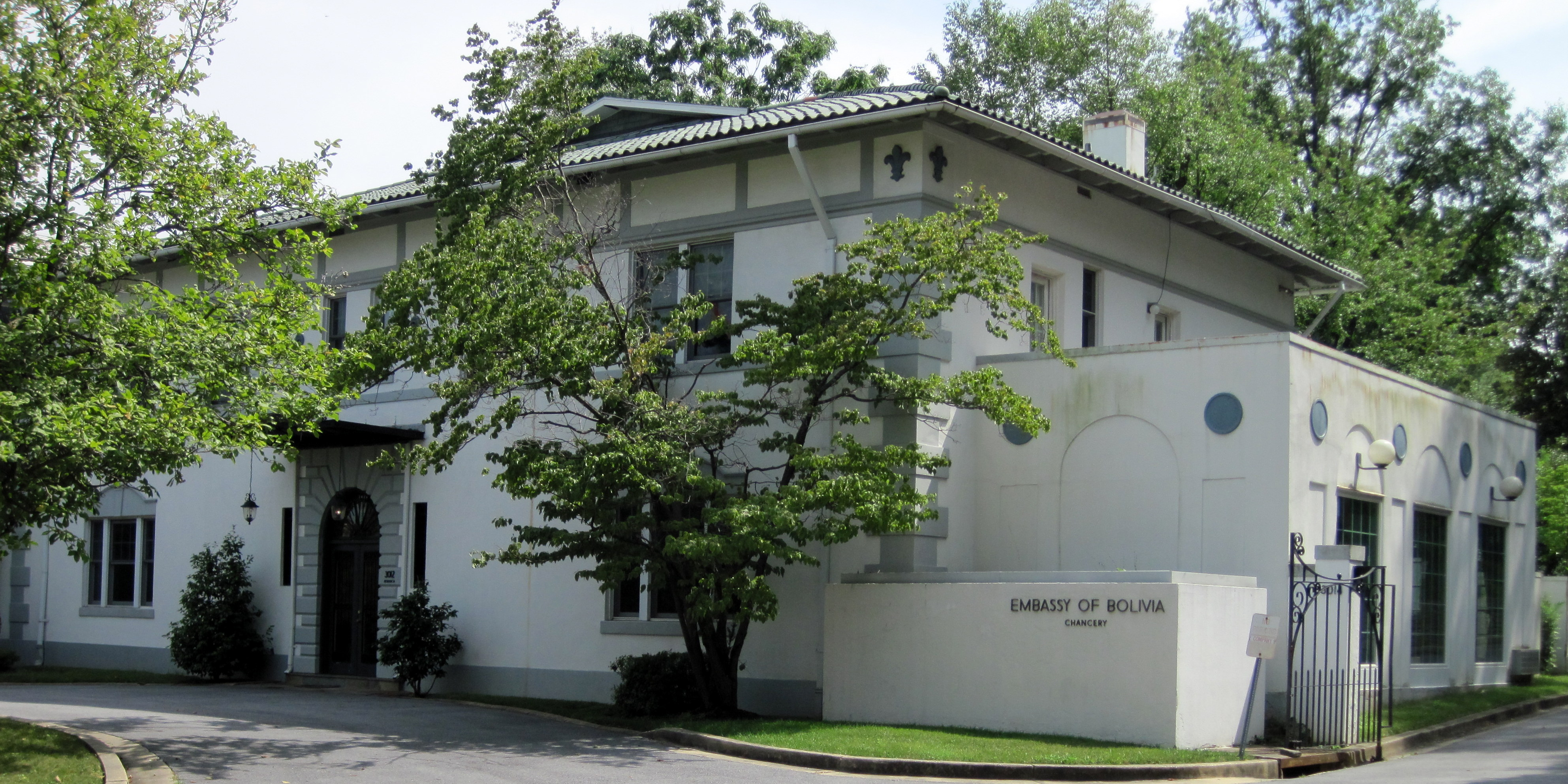
Edificio de la embajada boliviana en Washington D. C.

Las relaciones Bolivia-Estados Unidos son las relaciones exteriores entre el Estado Plurinacional de Bolivia y los Estados Unidos de América, ambas repúblicas soberanas miembros plenos de la Organización de Estados Americanos (OEA).

## Historia

### sigloXIX
Las relaciones entre Bolivia y Estados Unidos se establecieron en 1837 con la primera visita de embajadores de los Estados Unidos a la Confederación Peruano-Boliviana. La Confederación se disolvió en 1839 y las relaciones bilaterales no ocurrieron hasta 1848 cuando Estados Unidos reconoció a Bolivia como un estado soberano y nombró a John Appleton como Encargado de Negocios.

### sigloXXI
Tradicionalmente un fuerte aliado y partidario de Venezuela e Irán, el presidente Evo Morales ha criticado públicamente las políticas estadounidenses. En una encuesta mundial de 2013, el 55% de los bolivianos ve los Estados Unidos favorablemente, y el 29% expresa una opinión desfavorable. En 2008, el presidente boliviano expulsó al embajador estadounidense, Philip Goldberg, acusándolo de conspiración contra su gobierno, rompiendo relaciones diplomáticas con Estados Unidos.
Luego de la renuncia de Evo Morales producto de las protestas por fraude electoral en Bolivia de 2019, la presidenta interina boliviana, Jeanine Áñez, restableció las relaciones bilaterales con Estados Unidos, por lo que el gobierno federal estadounidense anunció la intención de enviar nuevamente un embajador a La Paz. Sin embargo, por su corto mandato, Áñez no tuvo autorización de establecer políticas bilaterales por la oposición de la Asamblea Legislativa Plurinacional.
Luis Arce Catacora pretende restablecer relaciones respetuosas y sin injerencia con la Administración de Joe Biden.
| Relaciones Diplomáticas Bolivia-Estados Unidos |                                          |
| Establecidas el 3 de enero de 1849             |                                          |
|                                                |                                          |
| Manuel Isidoro Belzu                           | James Knox Polk                          |
|                                                |                                          |
| Presidente de Bolivia (1848-1855)              | Presidente de Estados Unidos (1845-1849) |